# إسرائيل أديسانيا
إسرائيل موبولاجي تيميتايو أودونايو أولوفيمي أولابي أديسانيا (بالإنجليزية: Israel Mobolaji Temitayo Odunayo Oluwafemi Owolabi أديسانيا؛ مواليد 22 يوليو 1989) هو مُقاتل فنون قتالية مختلطة من نيجيريا ونيوزيلندا، وكيك بوكسر، وملاكم سابق وله بطولات متعددة في جميع التخصصات الثلاثة. بصفته مُقاتل فنون قتالية مختلطة، يُنافس حاليًا في فئة الوزن المتوسط في يو إف سي، حيث كان بطل يو إف سي للوزن المتوسط السابق مرتين. في الكيك بوكسينغ، كان أحد المنافسين السابقين في بطولة غوري للوزن المتوسط. اعتبارًا من 23 يناير 2024، احتل المركز الثاني في تصنيفات يو إف سي للوزن المتوسط.

## النشأة والخلفية
كان مواطناً نيجيرياً ونيوزيلندياً من عرقية اليوروبا وجذور أفريقية، قد أثير جزئيا في مدينة لاغوس من قبل أسرته من الطبقة العليا. نشأ في المدينة كطفل سعيد إلى جانب إخوته: ديبورا، صموئيل، داود، وبولو.
في طفولته، كان لدى أديسانيا حرية المشاركة في أي رياضة من اختياره، واختار التايكواندو. الشاب الذي تدرب في هذه الرياضة لفترة من الوقت قبل أن تنقذه الأم المعنية من التدريب بعد تعرضه لإصابة في ذراع مكسورة.
حصل أديسانيا على تعليمه الأساسي أو الأساسي في مدرسة Chrisland في Opebi في Ikeja، لاجوس. تقدم بعد ذلك إلى مدرسة بيلس الثانوية في أوتا في ولاية أوجون من أجل دراسته الثانوية. وبينما كان في المدارس الخاصة، كان أديسانيا يعبّر عن اهتماماته بين فنون الدفاع عن النفس والرقص، فضلاً عن أنه اكتشف اتصالاً إيقاعياً يوائم بين النشاطين.
لم يكن عمر 12 البالغ من العمر آنذاك مع المدرسة الثانوية قبل أن يقرر والديه مغادرة نيجيريا بحثًا عن فرص تعليمية أفضل لأطفالهم. كانت المحطة الأولى في غانا حيث أمضت العائلة 10 أشهر تزن خياراتها بين الهجرة إلى الولايات المتحدة الأمريكية في أعقاب هجوم 9 / 11 أو نيوزيلندا.
وفي نهاية المطاف، اختارت العائلة الانتقال إلى نيوزيلندا حيث أقاموا منزلهم الجديد في مدينة روتوروا في الجزيرة الشمالية للبلاد. لم يمض وقت طويل بعد، التحق أديسانيا في مدرسة ثانوية روتوروا بوي لإكمال تعليمه في المدرسة الثانوية.
كان في نيوزيلندا أن أديسانيا صاغ مصطلح «المكسور الأصلية» الذي يعني واحد غريب. وبالفعل، فإن المقاتل الناشئ كان يشعر وكأنه الشخص الغريب، حيث كان كل شخص يعرفه يسير على ما يبدو على طريق الدراسة – المزيد من الدراسات وتأمين وظيفة مدفوعة الأجر بدوام كامل.
بعد أن شعر بالاشمئزاز من السير في طريق يشبه القطيع، قرر أديسانيا، البالغ من العمر عشر سنوات، التخلي عن دراسته ومتابعة اهتماماته في فنون الدفاع عن النفس بعد أن شاهد فيلم 19 Thriller / Action، "Ong–Bak" في السنة 2003.

## مسيرته في فنون القتال المختلطة

### مسيرته المبكرة
بدأ أديسانيا مسيرته الاحترافية في عام 2012، بفوزه بالضربة الفنية القاضية على جيمس جريفث. وسجل فوزًا آخر بالضربة الفنية القاضية على جون فيك، قبل أن يأخذ استراحة لمدة عامين من فنون القتال المختلطة. عاد إلى فنون القتال المختلطة في أغسطس 2015، عندما فاز في القتال ضد سونغ كينان بالضربة الفنية القاضية. واصل تحقيق رصيد 8–0 حيث قاتل في الغالب في الدوائر الأوقيانوسية والصينية. خلال هذه الفترة، فاز بلقب بطولة القتال الأسترالية للوزن المتوسط في بطولة أستراليا للقتال 20 بالضربة الفنية القاضية في الجولة الأولى على ملفين جيلارد، بالإضافة إلى بطولة سلسلة هيكس فايتنج للوزن المتوسط بالضربة الفنية القاضية في الجولة الأولى على ستيوارت دير.

### يو إف سي
في ديسمبر 2017، أُعلن أن أديسانيا قد وقع عقدًا مع يو إف سي. ظهر لأول مرة ضد روب ويلكينسون في 11 فبراير 2018، في حدث يو إف سي 221. فاز بالقتال عن طريق الضربة الفنية القاضية في الجولة الثانية. نال لهذا الفوز مكافأة أداء الليلة.[تحقق من الاقتباس][تحقق من الاقتباس] أُقيم نزال أديسانيا التالي في 14 أبريل 2018، ضد مارفين فيتوري في يو إف سي على فوكس 29. فاز بالنزال بقرار القضاة المنقسم.
ثم واجه أديسانيا براد تافاريس في 6 يوليو 2018، في نهائي المقاتل النهائي 27. فاز أديسانيا بالقتال من جانب واحد بقرار القضاة بالإجماع. وقد نال بهذا الفوز مكافأة أداء الليلة الثانية له.
واجه أديسانيا ديريك برانسون في 3 نوفمبر 2018، في حدث يو إف سي 230. فاز في القتال بالضربة الفنية القاضية في الجولة الأولى. هذا الفوز أكسبه مكافأة أداء الليلة للمرة الثالثة.
بينما كان من المتوقع في البداية أن يكون الحدث الرئيسي المشترك، واجه أديسانيا بطل يو إف سي للوزن المتوسط السابق أندرسون سيلفا في 10 فبراير 2019، في الحدث الرئيسي لحدث يو إف سي 234. فاز بالقتال بقرار القضاة بالإجماع. حصل كلا المتنافسين على مكافأة قتال الليلة من هذه النزال.

#### بطولة يو إف سي للوزن المتوسط
واجه أديسانيا كيلفن غاستلوم في على لقب بطولة يو إف سي للوزن المتوسط المؤقت في 13 أبريل 2019، في الحدث الرئيسي المشترك ليو إف سي 236. فاز بالنزال من خلال قرار القضاة بالإجماع، حيث سجل جميع القضاة الثلاثة النزال 48–46. أكسبه هذا النزال مكافأة قتال الليلة. اعتبر النزال على نطاق واسع أفضل قتال لهذا العام، وحصلت على الترشيح من معظم منافذ أخبار الفنون القتالية المختلطة.
ثم واجه أديسانيا روبرت ويتيكر في نزال توحيد اللقب في 6 أكتوبر 2019، تحت حدث يو إف سي 243 على لقب بطولة يو إف سي للوزن المتوسط. بعد ضربة قاضية في الثانية الأخيرة من الجولة الأولى، فاز أديسانيا بالنزال بالضربة القاضية في الجولة الثانية. أكسبه هذا الفوز مكافأة أداء الليلة الرابعة له. تم تصنيف هو وكامارو عثمان، اللذين أصبحا بطلين في يو إف سي، في المرتبة 29 من أكثر اللحظات التي لا تنسى في تاريخ الرياضة النيجيرية منذ عام 1960 من قبل بريميوم تايمز في عام 2020، وهي واحدة من أربع لحظات فقط متعلقة بالرياضات القتالية.
واجه أديسانيا بعد ذلك منافس لقب يو إف سي ثلاث مرات يويل روميرو في 7 مارس 2020 في حدث يو إف سي 248. فاز بالنزال بقرار القضاة بالإجماع، بنتائج 48–47، 48–47 و49–46 ودافع عن لقبه لأول مرة. شعر العديد من المشجعين والنقاد بخيبة أمل بسبب النشاط المنخفض لكلا المقاتلين مما أدى إلى قتال هادئ إلى حد كبير حيث لم يتمكن أي من المقاتلين من تقديم أي هجوم كبير.
في دفاعه التالي عن لقبه، واجه أديسانيا زميله المقاتل الذي لم يهزم باولو كوستا في 27 سبتمبر 2020 في حدث يو إف سي 253. كانت هذه هي المرة الأولى التي يلتقي فيها اثنان من المقاتلين الذين لم يهزموا في قتال على اللقب منذ عام 2009. فاز بالنزال بالضربة الفنية القاضية في الجولة الثانية. أكسبه هذا الفوز مكافأة أداء الليلة الخامسة له. بعد النزال، أثار التثدي المرئي في الثدي الأيمن لأديسانيا الجدل بسبب احتمال استخدام الأدوية المحسنة للأداء، على الرغم من ادعاء أديسانيا أن ذلك كان بسبب استخدامه للمرجوانا. أثار أديسانيا أيضًا جدلًا إضافيًا من خلال محاكاة الجنس الشرجي على كوستا المنبطح في نهاية النزال.
صعد أديسانيا إلى فئة وزن خفيف الثقيل وواجه يان بلاهوفيتش على لقب بطولة يو إف سي لوزن خفيف الثقيل في 6 مارس 2021، في حدث يو إف سي 259. في الوزن الإضافي، كان وزن أديسانيا 200 رطل، أي خمسة أرطال أقل من حد وزن خفيف الثقيل. خسر النزال بقرار القضاة بالإجماع، بنتائج 49–46، 49–45 و49–45، وهي المرة الأولى التي يُهزم فيها في فنون القتال المختلطة.
أعاد أديسانيا نزاله مع مارفين فيتوري على لقب بطولة يو إف سي للوزن المتوسط في 12 يونيو 2021، في حدث يو إف سي 263. سيطر أديسانيا على أغلبية النزال التي فاز بها من خلال قرار القضاة بالإجماع، حيث سجل جميع القضاة الثلاثة النزال 50–45.
أقيم نزال العودة بين أديسانيا وروبرت ويتيكر على لقب بطولة يو إف سي للوزن المتوسط في 12 فبراير 2022 في حدث يو إف سي 271. فاز أديسانيا بنزال العودة بقرار القضاة بالإجماع بنتيجة 48–47 و48–47 و49–46.
واجه أديسانيا جاريد كانونير في 2 يوليو 2022 في حدث يو إف سي 276. فاز بالنزال بقرار القضاة بالإجماع. أكسبه هذا الفوز جائزة المركز الأول لجائزة كريبتو.كوم مكافأة الجماهير لليلة والتي دُفعت بعملة البيتكوين مبلغ 30 ألف دولار أمريكي.
واجه أديسانيا أليكس بيريرا، الذي حقق انتصارين ضده في الكيك بوكسينغ، في 12 نوفمبر 2022 في حدث يو إف سي 281. خسر أديسانيا النزال واللقب بالضربة الفنية القاضية في الجولة الخامسة، وهي خسارته الأولى في الوزن المتوسط.
أُقيم نزال العودة بين بيريرا وأديسانيا على لقب بطولة يو إف سي للوزن المتوسط في 8 أبريل 2023، في حدث يو إف سي 287. فاز أديسانيا بالقتال واللقب بالضربة القاضية في الجولة الثانية. هذا الفوز أكسبه مكافأة أداء الليلة.
واجه أديسانيا شون ستريكلاند في 10 سبتمبر 2023 في حدث يو إف سي 293. خسر أديسانيا النزال واللقب في مفاجأة كبيرة من خلال قرار القضاة بالإجماع، حيث سجل القضاة الثلاثة النزال 49–46.
واجه أديسانيا دريكوس دو بليسي على لقب بطولة يو إف سي للوزن المتوسط في 18 أغسطس 2024 في حدث يو إف سي 305 في برث، أستراليا. خسر النزال عن طريق إخضاع الخنق الخلفي العاري في الجولة الرابعة مما أدى إلى أول خسارة بالإخضاع في مسيرته.

#### ما بعد البطولة
في أول مباراة غير لقب له منذ أكثر من خمس سنوات، واجه أديسانيا نصر الدين إيمافوف في الحدث الرئيسي في 1 فبراير 2025 في يو إف سي ليلة القتال 250. خسر القتال بالضربة الفنية القاضية في الجولة الثانية.

## حياته الشخصية
قبل الدخول في القتال، كان أديسانيا يُنافس بانتظام في مسابقات الرقص عبر نيوزيلندا. سلط الضوء على شغفه بالرقص في جولة مُصممة في يو إف سي 243.
أديسانيا من عشاق الأنمي وقد صرح بأنه يرغب في تأسيس شركة لإنتاج الرسوم المتحركة بعد اعتزاله من القتال. لقبه «آخر ستايلبندر» (بالإنجليزية: The Last Stylebender)‏ هو إشارة إلى آفاتار: مسخر الهواء الأخير، سلسلة رسوم متحركة متأثرة بالأنمي. يحمل أديسانيا صورة أحد الشخصيات الرئيسية في العرض، توف بيفونغ، موشومًا على ساعده.
في سبتمبر 2020، أصبح أول رياضي في فنون القتال المختلطة يوقع اتفاقية رعاية مع بوما.

## وجهات النظر والمواقف
أيد أديسانيا التصويت بـ«نعم» في استفتاء القنب في نيوزيلندا لعام 2020.

## البطولات والإنجازات

### فنون القتال المختلطة
- يو إف سي
  - بطولة يو إف سي للوزن المتوسط (مرتين)
    - خمسة دفاعات ناجحة عن اللقب (الفترة الأولى)[76]
    - أول بطل للوزن المتوسط في يو إف سي مرتين

  - بطولة يو إف سي للوزن المتوسط المؤقت (مرة واحدة)[77]
    - أكثر عدد من الضربات التي أسقطت الخصم في نزال على لقب يو إف سي (4) ضد كيلفن غاستلوم[78]
    - ثاني أكثر عدد من الانتصارات في تاريخ فئة الوزن المتوسط في يو إف سي (8) (خلف أندرسون سيلفا)[79]
    - ثاني أكثر عدد من الضربات القاضية في نزالات لقب يو إف سي (9)

  - أداء الليلة (ست مرات) ضد روب ويلكينسون، وبراد تافاريس، وديريك برانسون، وروبرت ويتيكر 1، وباولو كوستا، وأليكس بيريرا 2[80][81][82][83][84][85]
    - تكيرمات يو إف سي لأفضل ضربة قاضية في العام 2023 ضد أليكس بيريرا 2[86]
    - جوائز النصف الأول من عام 2023: أفضل ضربة قاضية في النصف الأول من عام 2023 ضد أليكس بيريرا 2[87]

  - قتال الليلة (مرتين) ضد أندرسون سيلفا، وكيلفن غاستلوم[88][89]
    - بالمشاركة مع (يويل روميرو) ثالث أكبر عدد من المكافآت بعد القتال في تاريخ فئة الوزن المتوسط في يو إف سي (8)[79]
    - تكريمات يو إف سي لقتال العام 2019 ضد كيلفن غاستلوم[90]
    - يو إف سي.كوم قتال العام 2019 ضد كيلفن غاستلوم[91]

  - بالمشاركة مع (أندرسون سيلفا) أكبر عدد من الضربات القاضية في تاريخ فئة الوزن المتوسط في يو إف سي (13)[79]
  - ثاني أطول سلسلة انتصارات في تاريخ فئة الوزن المتوسط في يو إف سي (12) (خلف أندرسون سيلفا)[79]
  - أطول متوسط وقت قتال في تاريخ فئة الوزن المتوسط في يو إف سي (17:53)[79]
    - رابع أطول متوسط وقت قتال في تاريخ يو إف سي (18:18)[92]

  - ثالث أطول مدة قتال في تاريخ فئة الوزن المتوسط في يو إف سي (4:46:00)[79]
  - ثالث أكبر عدد من الضربات في تاريخ فئة الوزن المتوسط في يو إف سي (1163)[79]
    - سادس أكبر عدد من الضربات في تاريخ فئة الوزن المتوسط في يو إف سي (1348)[79]

  - جوائز النصف الأول من عام 2023: أفضل مقاتل في النصف الأول من عام 2023[93]
  - الوافد الجديد للعام 2018[94]
- بطولة القتال الأسترالية
  - بطولة القتال الأسترالية للوزن المتوسط (مرة واحدة؛ سابقا)[95]
- سلسلة هيكس فايتنج للوزن المتوسط
  - بطولة سلسلة هيكس فايتنج للوزن المتوسط (مرة واحدة؛ سابقا)[96]
- إم إم إيه جونكي
  - الوافد الجديد للعام 2018[97]
  - قتال شهر أبريل 2019 ضد كيلفن غاستلوم[98]
  - قتال العام 2019 ضد كيلفن غاستلوم[99]
  - أفضل مقاتل ذكر لعام 2019[100]
  - أفضل ضربة قاضية لشهر أبريل 2023 ضد أليكس بيريرا[101]
  - أفضل ضربة قاضية في العام 2023 ضد أليكس بيريرا في يو إف سي 287[102]
- إم إم إيه فايتنغ
  - أفضل مقاتل سطع نجمه في عام 2018[103]
  - قتال العام 2019 ضد كيلفن غاستلوم[104]
  - مقاتل العام 2019[105]
  - أفضل ضربة قاضية في العام 2023 ضد أليكس بيريرا في يو إف سي 287[106]
- كومبات بريس.كوم
  - أفضل انطلاقة مقاتل في عام 2018[107]
  - أفضل مقاتل ذكر لعام 2019[108]
  - قتال العام 2019 ضد كيلفن غاستلوم[109]
- كايج سايد بريس.كوم
  - مقاتل العام 2019[110]
  - قتال العام 2019 ضد كيلفن غاستلوم[111]
- إم إم إيه دي إن دي.إن إل
  - النجم الصاعد لعام 2018[112]
- قفل الجسم
  - مقاتل العام 2019[113]
- جوائز فنون القتال المختلطة العالمية
  - أفضل مقاتل سطع نجمه في عام 2018[114]
  - جائزة 2019 – يوليو 2020 تشارلز «ماسك» لويس لمقاتل العام[115]
  - المقاتل الدولي للعام 2019 – يوليو 2020[115]^
  - المقاتل الدولي للعام 2021[116]^
- ^امتدت فترة التصويت لجوائز عام 2019 من يناير 2019 إلى يوليو 2020 بسبب جائحة فيروس كورونا. وبعد ذلك، امتدت فترة التصويت لجوائز عام 2021 من يوليو 2020 إلى يوليو 2021.
- إم إم إيه مانيا.كوم
  - مقاتل العام 2019[117]
  - قتال العام 2019 ضد كيلفن غاستلوم[118]
- جوائز هالبيرج
  - أفضل رياضي في نيوزيلندا لعام 2019[119]
- لو كيك إم إم إيه
  - أفضل ضربة قاضية في العام 2023 ضد أليكس بيريرا في يو إف سي 287[120]
- إي إس بي إن
  - أفضل ضربة قاضية في العام 2023 ضد أليكس بيريرا في يو إف سي 287[121]

## نزالات الدفع مقابل المشاهدة
| #   | الحدث        | النزال                | التاريخ        | المكان              | المدينة                                  | المبلغ      |
| --- | ------------ | --------------------- | -------------- | ------------------- | ---------------------------------------- | ----------- |
| 1.  | يو إف سي 234 | أديسانيا ضد سيلفا     | 10 فبراير 2019 | رود لافر أرينا      | ملبورن، أستراليا                         | 175،000     |
| 2.  | يو إف سي 243 | ويتيكر ضد أديسانيا    | 8 أكتوبر 2019  | ملعب مارفل          | ملبورن، أستراليا                         | لم يُكشف عنه |
| 3.  | يو إف سي 248 | أديسانيا ضد روميرو    | 7 مارس 2020    | تي موبايل أرينا     | لاس فيغاس، نيفادا، الولايات المتحدة      | لم يُكشف عنه |
| 4.  | يو إف سي 253 | أديسانيا ضد كوستا     | 27 سبتمبر 2020 | منتدى فلاش          | أبو ظبي، الإمارات العربية المتحدة        | 700،000     |
| 5.  | يو إف سي 259 | بلاهوفيتش ضد أديسانيا | 6 مارس 2021    | يو إف سي أبيكس      | لاس فيغاس، نيفادا، الولايات المتحدة      | 800،000     |
| 6.  | يو إف سي 263 | أديسانيا ضد فيتوري 2  | 12 يونيو 2021  | جيلا ريفر أرينا     | غلانديل، أريزونا، الولايات المتحدة       | 600،000     |
| 7.  | يو إف سي 271 | أديسانيا ضد ويتيكر 2  | 12 فبراير 2022 | تويوتا سنتر         | هيوستن، تكساس، الولايات المتحدة          | لم يُكشف عنه |
| 8.  | يو إف سي 276 | أديسانيا ضد كانونير   | 2 يوليو 2022   | تي موبايل أرينا     | لاس فيغاس، نيفادا، الولايات المتحدة      | لم يُكشف عنه |
| 9.  | يو إف سي 281 | أديسانيا ضد بيريرا    | 12 نوفمبر 2022 | ماديسون سكوير جاردن | مدينة نيويورك، نيويورك، الولايات المتحدة | لم يُكشف عنه |
| 10. | يو إف سي 287 | بيريرا ضد أديسانيا 2  | 8 أبريل 2023   | كاسية سنتر          | ميامي، نيفادا، الولايات المتحدة          | لم يُكشف عنه |
| 11. | يو إف سي 293 | أديسانيا ضد ستريكلاند | 10 سبتمبر 2023 | كيودوس بنك أرينا    | سيدني، أستراليا                          | لم يُكشف عنه |
| 12. | يو إف سي 305 | دو بليسي ضد أديسانيا  | 18 أغسطس 2024  | آر آي سي أرينا      | برث، أستراليا                            | لم يُكشف عنه |

## سجل فنون القتال المختلطة
| السجل المهني |        |         |
| 29 نزال      | 24 فوز | 5 خسارة |
| ضربة قاضية   | 16     | 2       |
| إخضاع        | 0      | 1       |
| قرار القضاة  | 8      | 2       |

| النتيجة | السجل | الخصم              | الطريقة                              | الحدث                                     | التاريخ        | الجولة | الوقت | المكان                                   | الملاحظات                                                                 |
| ------- | ----- | ------------------ | ------------------------------------ | ----------------------------------------- | -------------- | ------ | ----- | ---------------------------------------- | ------------------------------------------------------------------------- |
| خسر     | 24–5  | نصر الدين إيمافوف  | ضربة فنية قاضية (باللكمات)           | يو إف سي ليلة القتال: أديسانيا ضد إيمافوف | 1 فبراير 2025  | 2      | 0:30  | الرياض، السعودية                         |                                                                           |
| خسر     | 24–4  | دريكوس دو بليسي    | إخضاع (كرنك الوجه)                   | يو إف سي 305                              | 18 أغسطس 2024  | 4      | 3:38  | برث، أستراليا                            | على لقب بطولة يو إف سي للوزن المتوسط.                                     |
| خسر     | 24–3  | شون ستريكلاند      | قرار القضاة (بالإجماع)               | يو إف سي 293                              | 10 سبتمبر 2023 | 5      | 5:00  | سيدني، أستراليا                          | خسر لقب بطولة يو إف سي للوزن المتوسط.                                     |
| فاز     | 24–2  | أليكس بيريرا       | ضربة قاضية (باللكمات)                | يو إف سي 287                              | 8 أبريل 2023   | 2      | 4:21  | ميامي، نيفادا، الولايات المتحدة          | فاز بلقب بطولة يو إف سي للوزن المتوسط. أداء الليلة.                       |
| خسر     | 23–2  | أليكس بيريرا       | ضربة فنية قاضية (باللكمات)           | يو إف سي 281                              | 12 نوفمبر 2022 | 5      | 2:01  | مدينة نيويورك، نيويورك، الولايات المتحدة | خسر لقب بطولة يو إف سي للوزن المتوسط.                                     |
| فاز     | 23–1  | جاريد كانونير      | قرار القضاة (بالإجماع)               | يو إف سي 276                              | 2 يوليو 2022   | 5      | 5:00  | لاس فيغاس، نيفادا، الولايات المتحدة      | دافع عن لقب بطولة يو إف سي للوزن المتوسط.                                 |
| فاز     | 22–1  | روبرت ويتيكر       | قرار القضاة (بالإجماع)               | يو إف سي 271                              | 12 فبراير 2022 | 5      | 5:00  | هيوستن، تكساس، الولايات المتحدة          | دافع عن لقب بطولة يو إف سي للوزن المتوسط.                                 |
| فاز     | 21–1  | مارفين فيتوري      | قرار القضاة (بالإجماع)               | يو إف سي 263                              | 12 يونيو 2021  | 5      | 5:00  | غلانديل، أريزونا، الولايات المتحدة       | دافع عن لقب بطولة يو إف سي للوزن المتوسط.                                 |
| خسر     | 20–1  | يان بلاهوفيتش      | قرار القضاة (بالإجماع)               | يو إف سي 259                              | 6 مارس 2021    | 5      | 5:00  | لاس فيغاس، نيفادا، الولايات المتحدة      | الظهور الأول في وزن خفيف الثقيل. على لقب بطولة يو إف سي لوزن خفيف الثقيل. |
| فاز     | 20–0  | باولو كوستا        | ضربة فنية قاضية (باللكمات والمرفقين) | يو إف سي 253                              | 27 سبتمبر 2020 | 2      | 3:59  | أبو ظبي، الإمارات العربية المتحدة        | دافع عن لقب بطولة يو إف سي للوزن المتوسط.. أداء الليلة.                   |
| فاز     | 19–0  | يويل روميرو        | قرار القضاة (بالإجماع)               | يو إف سي 248                              | 7 مارس 2020    | 5      | 5:00  | لاس فيغاس، نيفادا، الولايات المتحدة      | دافع عن لقب بطولة يو إف سي للوزن المتوسط.                                 |
| فاز     | 18–0  | روبرت ويتيكر       | ضربة قاضية (باللكمات)                | يو إف سي 243                              | 6 أكتوبر 2019  | 2      | 3:33  | ملبورن، أستراليا                         | فاز ووحّد لقب بطولة يو إف سي للوزن المتوسط. أداء الليلة.                   |
| فاز     | 17–0  | كيلفن غاستلوم      | قرار القضاة (بالإجماع)               | يو إف سي 236                              | 13 أبريل 2019  | 5      | 5:00  | أتلانتا، جورجيا، الولايات المتحدة        | فاز بلقب بطولة يو إف سي للوزن المتوسط.. نزال الليلة. نزال العام (2019).   |
| فاز     | 16–0  | أندرسون سيلفا      | قرار القضاة (بالإجماع)               | يو إف سي 234                              | 10 فبراير 2019 | 3      | 5:00  | ملبورن، أستراليا                         | نزال الليلة.                                                              |
| فاز     | 15–0  | ديريك برانسون      | ضربة فنية قاضية (بالركبتين واللكمات) | يو إف سي 230                              | 3 نوفمبر 2018  | 1      | 4:51  | مدينة نيويورك، نيويورك، الولايات المتحدة | أداء الليلة.                                                              |
| فاز     | 14–0  | براد تافاريس       | قرار القضاة (بالإجماع)               | المقاتل النهائي: غير المهزوم              | 6 يوليو 2018   | 5      | 5:00  | لاس فيغاس، نيفادا، الولايات المتحدة      | أداء الليلة.                                                              |
| فاز     | 13–0  | مارفين فيتوري      | قرار القضاة (بالانقسام)              | يو إف سي على فوكس: بورييه ضد غيثي         | 14 أبريل 2018  | 3      | 5:00  | غلانديل، أريزونا، الولايات المتحدة       |                                                                           |
| فاز     | 12–0  | روب ويلكينسون      | ضربة فنية قاضية (بالركبتين واللكمات) | يو إف سي 221                              | 11 فبراير 2018 | 2      | 3:37  | برث، أستراليا                            | أداء الليلة.                                                              |
| فاز     | 11–0  | ستيوارت داري       | ضربة قاضية (ركلة للرأس)              | سلسلة القتال هيكس 12                      | 24 نوفمبر 2017 | 1      | 4:53  | ملبورن، أستراليا                         | فاز ببطولة سلسلة قتال هيكس الشاغرة للوزن المتوسط.                         |
| فاز     | 10–0  | ملفين جيلارد       | ضربة فنية قاضية (باللكمات)           | أيه إف سي 20                              | 28 يوليو 2017  | 1      | 4:49  | ملبورن، أستراليا                         | فاز ببطولة أيه إف سي للوزن المتوسط الشاغرة.                               |
| فاز     | 9–0   | مراد كوراماغوميدوف | ضربة فنية قاضية (باللكمات)           | وو لين فنغ: إيبك 4                        | 28 مايو 2016   | 2      | 1:05  | خنان، الصين                              |                                                                           |
| فاز     | 8–0   | أندرو فلوريس سميث  | ضربة فنية قاضية (إيقاف الزاوية)      | مجد الأبطال 2                             | 7 مايو 2016    | 1      | 5:00  | شنجن، الصين                              |                                                                           |
| فاز     | 7–0   | ديبير زغيروف       | ضربة فنية قاضية (باللكمات)           | وو لين فنغ: إيبك 2                        | 13 مارس 2016   | 2      | 2:23  | خنان، الصين                              |                                                                           |
| فاز     | 6–0   | فلاديمير كاتيكين   | ضربة فنية قاضية (إيقاف الطبيب)       | وو لين فنغ: إيبك 1                        | 13 يناير 2016  | 2      | 2:13  | خنان، الصين                              |                                                                           |
| فاز     | 5–0   | غيل تشينغ          | ضربة فنية قاضية (بالمرفقين)          | وو لين فنغ 2015: نيوزيلندا ضد الصين       | 19 سبتمبر 2015 | 2      | 3:37  | أوكلاند، نيوزيلندا                       |                                                                           |
| فاز     | 4–0   | ماوي تويغامالا     | ضربة فنية قاضية (ركلة على الجسم)     | القتال في الأجور العادلة 1                | 5 سبتمبر 2015  | 2      | 1:25  | أوكلاند، نيوزيلندا                       |                                                                           |
| فاز     | 3–0   | سونغ كينان         | ضربة فنية قاضية (ركلة الرأس)         | أسطورة أيمي 3                             | 8 أغسطس 2015   | 1      | 1:59  | شاخه، الصين                              | الوزن الغير مُقيّد (187 رطل).                                               |
| فاز     | 2–0   | جون فاك            | ضربة فنية قاضية (باللكمات)           | شوريكين أم أم أيه: الأفضل على الإطلاق     | 15 يونيو 2013  | 1      | 4:43  | أوكلاند، نيوزيلندا                       |                                                                           |
| فاز     | 1–0   | جيمس جريفيث        | ضربة فنية قاضية (باللكمات)           | بطولة القتال على التفوق 9                 | 24 مارس 2012   | 1      | 2:09  | أوكلاند، نيوزيلندا                       | الظهور الأول في الوزن المتوسط.                                            |

## وصلات خارجية
- إسرائيل أديسانيا على موقع بوكس ريك (الإنجليزية) (registration required)
- إسرائيل أديسانيا على موقع يو إف سي (الإنجليزية)
- إسرائيل أديسانيا على موقع شيردوغ (الإنجليزية)
- إسرائيل أديسانيا على موقع Tapology.com (الإنجليزية)
- إسرائيل أديسانيا على موقع IMDb (الإنجليزية)
- إسرائيل أديسانيا على موقع قاعدة بيانات الفيلم (الإنجليزية)